# Блиновский (Волгоградская область)
Блиновский — хутор в Серафимовичском районе Волгоградской области. Входит в состав Пронинского сельского поселения.

## История
24 декабря 2004 года в соответствии с Законом Волгоградской области № 979-ОД хутор вошёл в состав Пронинского сельского поселения.

## География
Расположен на западе региона, в 59 км юго-западнее районного центра города Серафимовича и находится на р. Цуцкан.
Улицы
- ул. Дар-Гора
- ул. Заречная
- ул. Крячка
- ул. Хитрая

## Население
| 2010 |
| ---- |
| 62   |

## Известные люди
- На хуторе родился Алексей Максимович Каледин (1861—1918), русский военачальник, генерал от кавалерии, деятель Белого движения.

## Инфраструктура
Личное подсобное хозяйство.

## Транспорт
Стоит на дороге муниципального значения